# First Army (Vereinigtes Königreich)
Die First Army (deutsch 1. Armee) war ein Großverband des britischen Heeres im Ersten und Zweiten Weltkrieg.

## Erster Weltkrieg

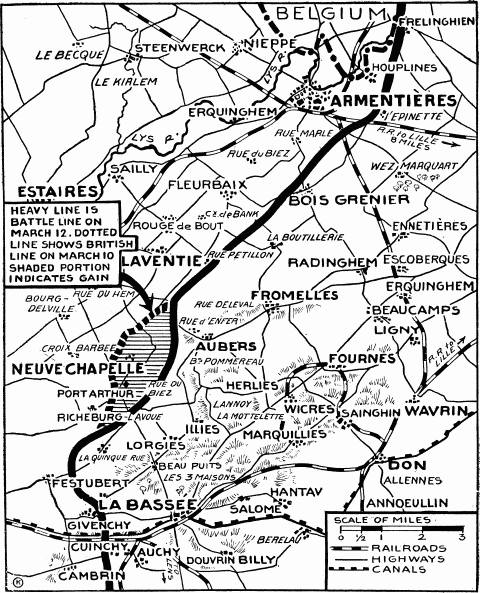
Kampfraum der 1. Armee 1915

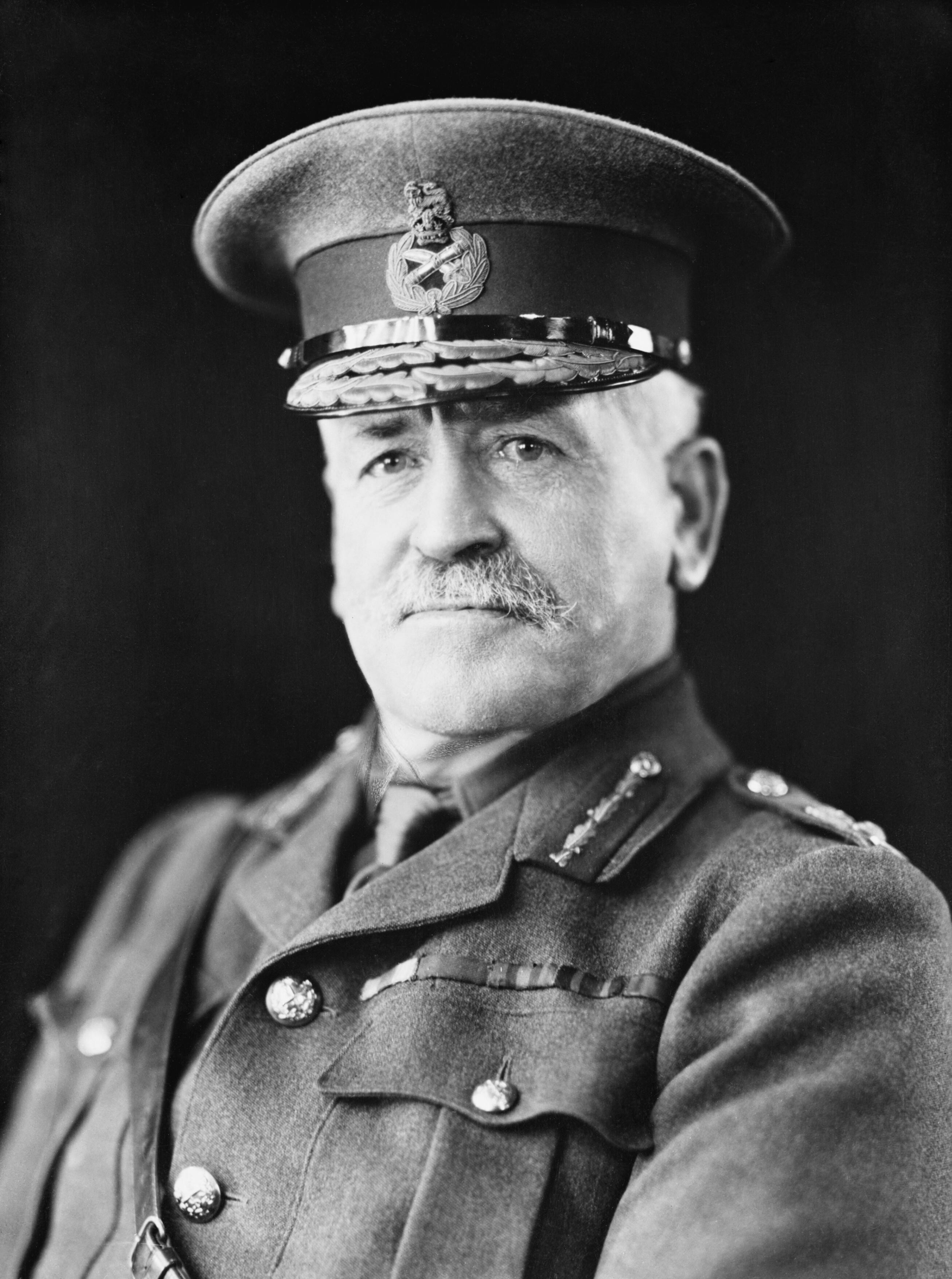
General Charles C. Monro

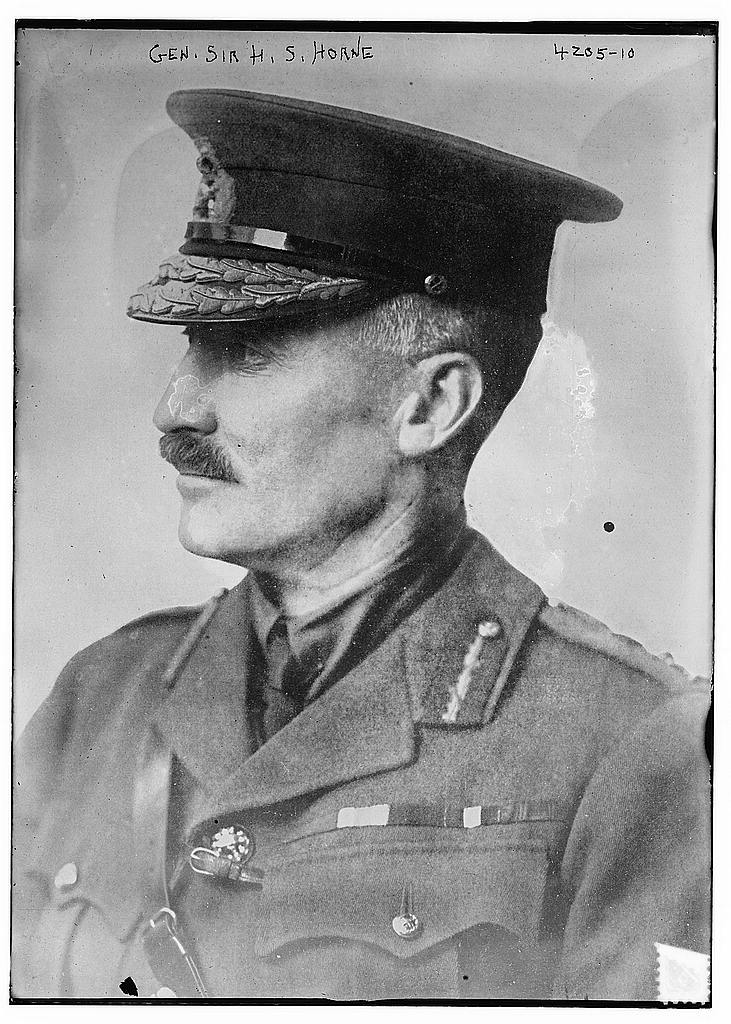
General Henry Sinclair Horne

Die Armee wurde mit der Aufteilung der British Expeditionary Force in zwei Armeen am 26. Dezember 1914 unter dem Befehl von Generalleutnant Sir Douglas Haig aufgestellt.

### 1915
Die 1th Army lag im Winter 1914/5 zwischen Béthune und Armentières im Stellungskrieg. In der Schlacht von Neuve-Chapelle (10./12. März 1915) griff die 1th Army mit dem IV Corps (7th und 8th Division) unter Henry Rawlinson und dem Indischen Korps (Lahore- und der Meerut-Division) unter James Willcocks die Stellungen des deutschen VII. Armee-Korps an. Nach Verlusten von etwa 12.000 Mann wurde nur wenig Gelände gewonnen.
Während der Zweiten Schlacht von La Bassée wurde der Angriff der 1th Army am 25. September bei Neuve-Chapelle angesetzt und in Richtung auf Fromelles geführt. General Haig versuchte den Höhenzug von Aubers durch beidseitige Umfassung einzunehmen (Battle of Aubers Ridge). Der Angriff des IV. Corps brach aufgrund fehlerhafter Artillerievorbereitung bereits nach einigen Stunden zusammen. Auch der Einsatz des Indischen Korps brachte keine Erfolge, der britische Sturmangriff endete zum größten Teil bereits vor den deutschen Stellungen in einem Desaster. Die Offensive wurde am 15. Mai am südlichen Abschnitt der 1. Armee durch das britische I. Corps (1st und 2nd Division, Gruppe Barter) unter General Charles Monro nochmals erneuert. In der Schlacht von Festubert gelang der Durchbruch auf Loos nicht, geringe Geländegewinnen waren wieder durch hohe Verluste erkauft.
Die Schlacht bei Loos (September/Oktober 1915) begann am Morgen des 25. Septembers damit, dass die britischen Truppen 140 Tonnen Chlorgas freisetzten. Es war der erste Einsatz von Giftgas durch alliierte Truppen im Ersten Weltkrieg. Beteiligt waren das I. Corps (2nd, 7th, und 9th Division) unter Hubert Gough im Norden und das IV. Corps (1st, 15th und 47th Division) unter Rawlinson am südlichen Abschnitt. Das XI. Corps (21st, 24th Division und Guards Division) unter Richard Haking und die 3rd Cavalery Division wurden als Reserve bereitgehalten und griffen erst später in die Kämpfe ein. Das Ziel des Durchbruchs konnte weder bei Loos noch an den anderen Frontabschnitten erreicht werden, die britischen Verluste beliefen sich auf etwa 50.000 Mann.

### 1916
In der Schlacht von Fromelles (Juli 1916) wurde das XI. Corps mit der 61st (2nd South Midland) Division und der neu an die Front eingeführten 5th australischen Division zum Angriff angesetzt um die südlicher an der Somme ringenden 4th Army zu entlasten.

### 1917
Bei der Frühjahrsoffensive von Arras (April 1917) bildete die 1th Army unter General Henry Horne den nördlichen Angriffsflügel: Am linken Flügel blieb das XI Corps unter General Haking mit der 5th und 49th Division defensiv. Das I. Corps unter General Arthur Holland (31st, 6th und 24th Division) war zwischen Lens und Givenchy angesetzt. Das Kanadische Korps unter Sir Julian Byng sollte mit vier Divisionen den Hauptstoß führen: Die kanadische 2th Division (General Burstall) war gegen die Höhen von Vimy angesetzt, die kanadische 1th Division (General Currie) deckte den Angriff rechts gegen Thélus ab. Trotz beträchtlicher Gebietsgewinne und der Einnahme des wichtigen Höhenrückens von Vimy war die Schlacht insgesamt ein Misserfolg, da kein entscheidender Durchbruch erzielt werden konnte. General Allenby wurde abgelöst und an die Palästinafront versetzt.

### 1918
- Vierte Flandernschlacht (April 1918)

Während der Hunderttageoffensive (August bis November 1918) versuchte die 1th Army länger vergeblich bei Lens durchzubrechen. Die deutsche 6. Armee (General von Quast) konnte sich gegenüber noch bis zum 17. Oktober in ihren alten Stellungen zwischen Lille und Douai halten und war dann zum Rückzug gezwungen. Am Tag des Waffenstillstandes (11. November 1918) erreichte die Verfolgung der 1st Army die Linie 14 Meilen östlich von Ath bis Villers-Saint-Ghislain, südöstlich von Mons. Am letzten Tag des Krieges unterstanden der 1th Army folgende Korpsgruppen:
Rechter Flügel: VIII. Corps (Generalleutnant Aylmer Hunter-Weston)
- 8th Division (Major General William Heneker)
- 20th Division (Major General George Glas Sandeman Carey)
- 12th Division (Major General Harold Whitla Higginson)
- 52nd Division (Major General Francis James Marshall)

Zentrum: Kanadisches Korps (Generalleutnant Arthur Currie)
- Kanadische 1st Division (Major General Archibald Cameron McDonnell)
- Kanadische 2nd Division (Major General Henry Edward Burstall)
- Kanadische 3rd Division (Major General Frederick Oscar Warren Loomis)
- Kanadische 4th Division (Major General David Watson)
- Britische 56th Division (Major General Charles Patrick Amyatt Hull)

Linker Flügel: XXII. Corps (Generalleutnant Alexander Godley)
- 4th Division (Major General Cuthbert Henry Tindall Lucas)
- 11th Division (Major General Henry Rodolph Davies)
- 49th Division (Major General Neville J. G. Cameron)
- 51st Division (Major General George Tupper Carter-Campbell)

### Befehlshaber
- Generalleutnant Sir Douglas Haig (Dezember 1914 bis Dezember 1915)
- General Sir Henry Rawlinson (Dezember 1915 bis Februar 1916)
- General Sir Charles Monro (Februar bis September 1916)
- General Sir Henry Horne (September 1916 bis Kriegsende)

## Zweiter Weltkrieg
Im Zweiten Weltkrieg wurde die Armee nach den amerikanisch-britischen Landungen in Nordafrika (Operation Torch) am 9. November 1942 in Algier unter dem Befehl von Generalleutnant Sir Kenneth Anderson aktiviert. Sie gehörte zu der für den Tunesienfeldzug gebildeten 18th Army Group. Unter ihrem Befehl befanden sich das britische V. und IX. Corps und das französische XIX. Corps. Nach dem Ende des Tunesienfeldzugs wurde sie aufgelöst.